# Youghal
Youghal (en irlandès Eochaill o "bosc de teix") és una ciutat d'Irlanda, al comtat de Cork, a la província de Munster. Està situada en l'estuari del Riu Blackwater.

## Etimologia
El nom de la ciutat deriva dels boscos de teixos (Eochaill), que antigament van ser molt nombrosos als voltants.

## Història
En el passat una gran importància econòmica i militar. Va ser construïda pels normands en el segle IX a la vora d'una abrupta ribera que li dona una gran vista de les terres circumdants i va rebre la carta municipal el 1209.
William Annyas, descendent d'una família dels anomenats jueus de Belmonte, que havia emigrat a Irlanda des de Belmonte, a Portugal, i que havia tornat al judaisme, esdevingué batlle de Youghal el 1555, essent el primer jueu elegit per a qualsevol càrrec a la història d'Irlanda.
El 1579 fou saquejada per les tropes de Gerald FitzGerald, 15è comte de Desmond.

## Curiositats
El 1956 John Huston hi filmà part del film Moby Dick

## Galeria d'imatges

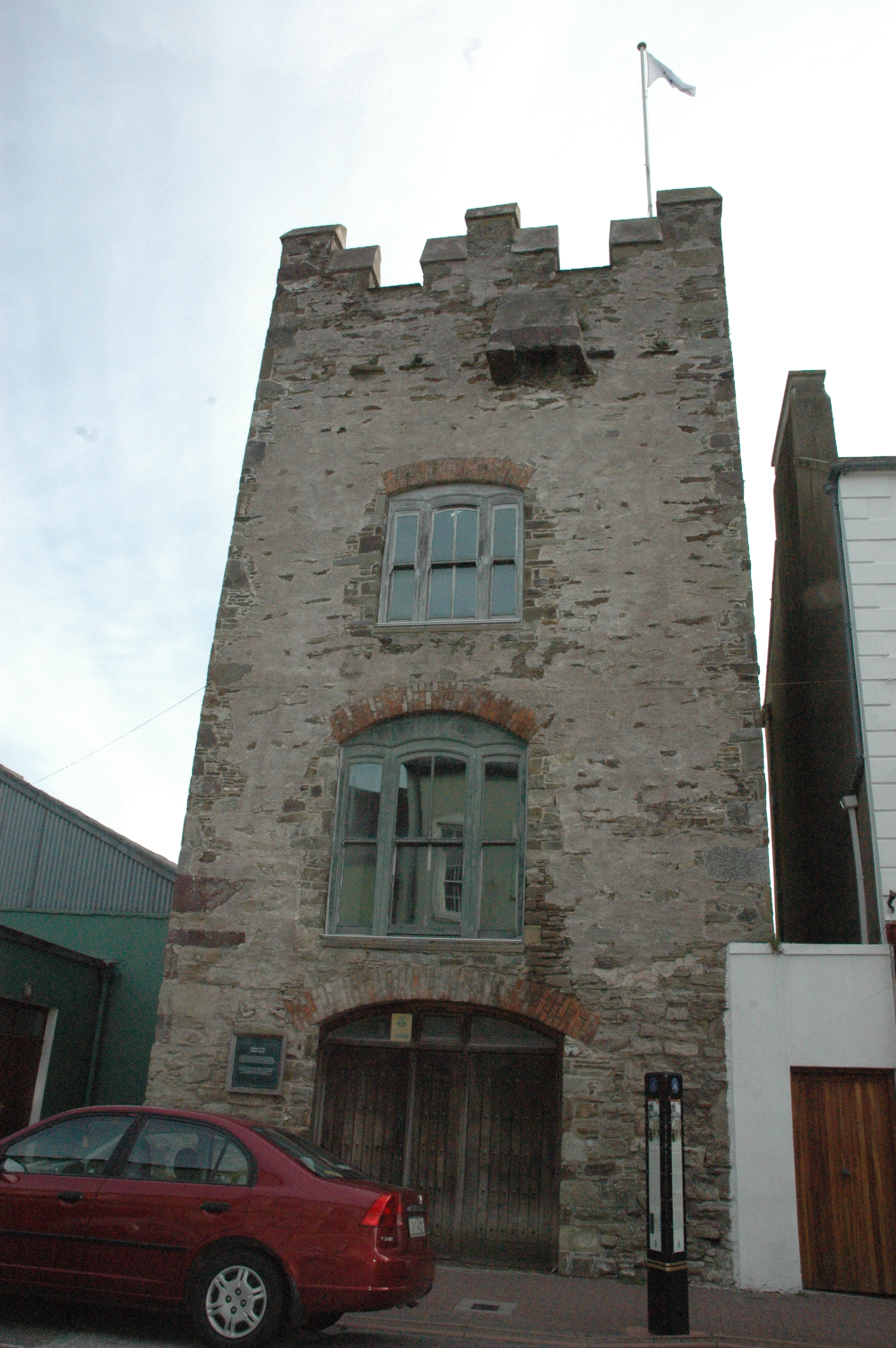
Castell de Tynte
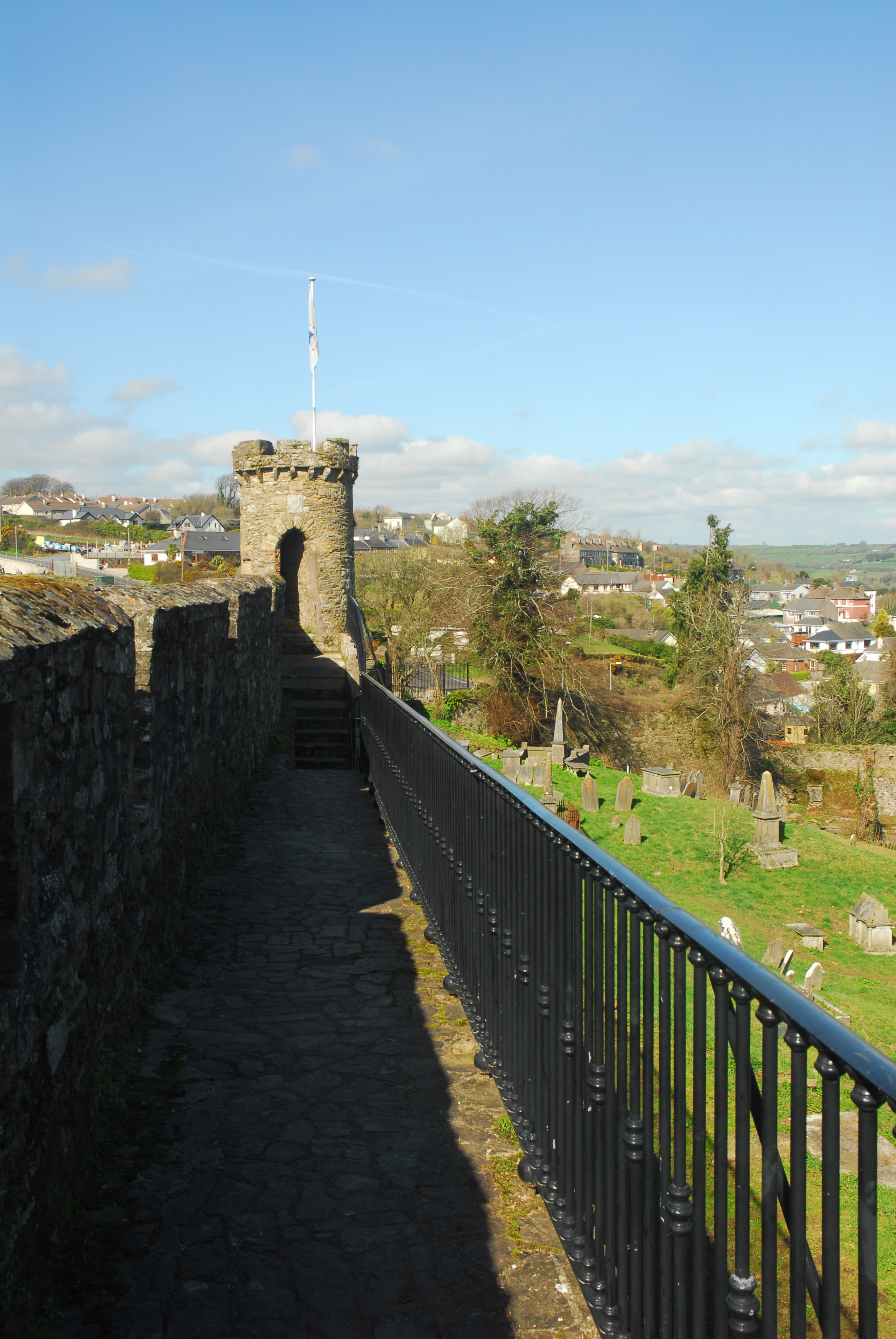
Muralles de Youghal
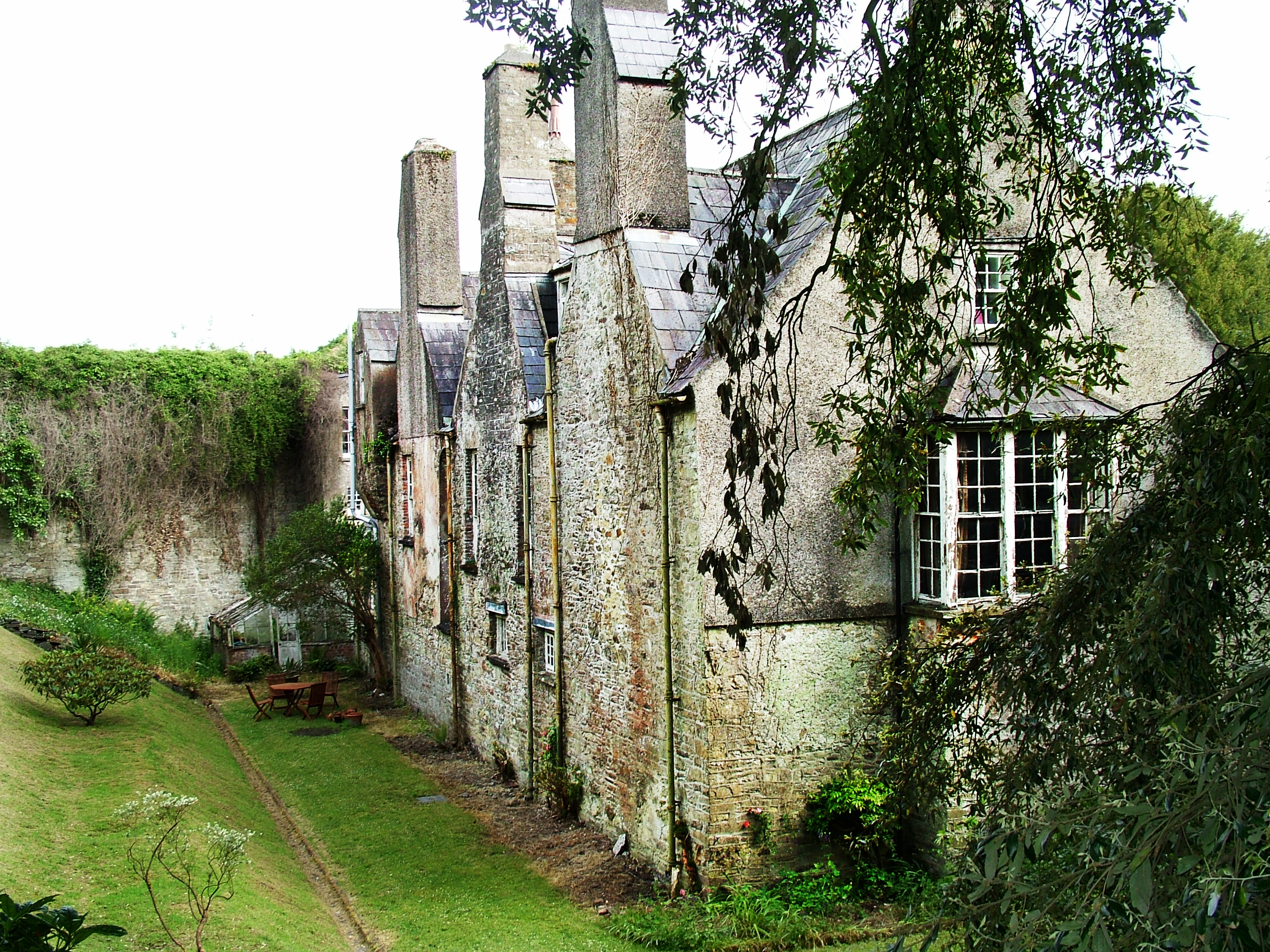
Myrtle Grove
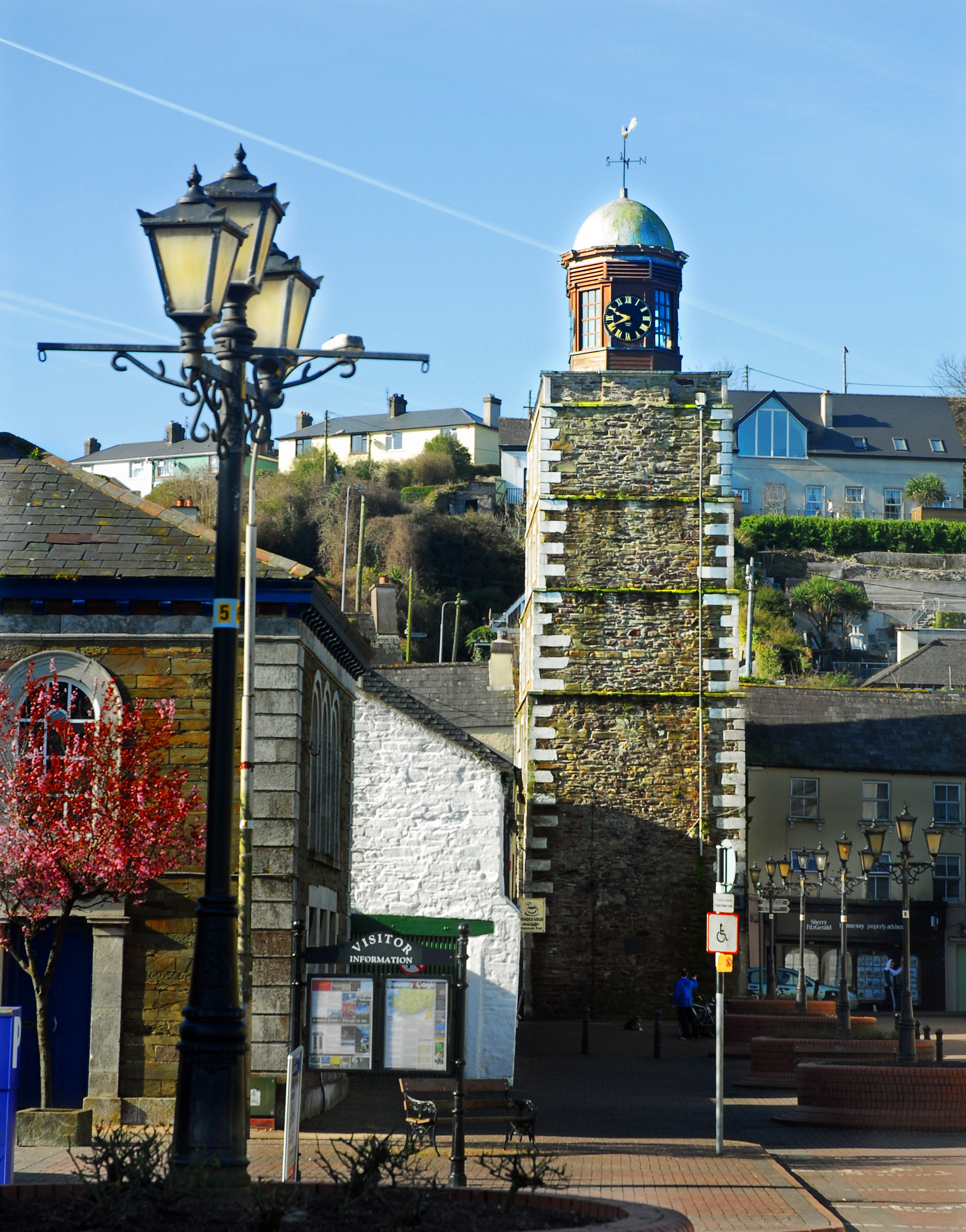
Rellotge de Barry's Lane
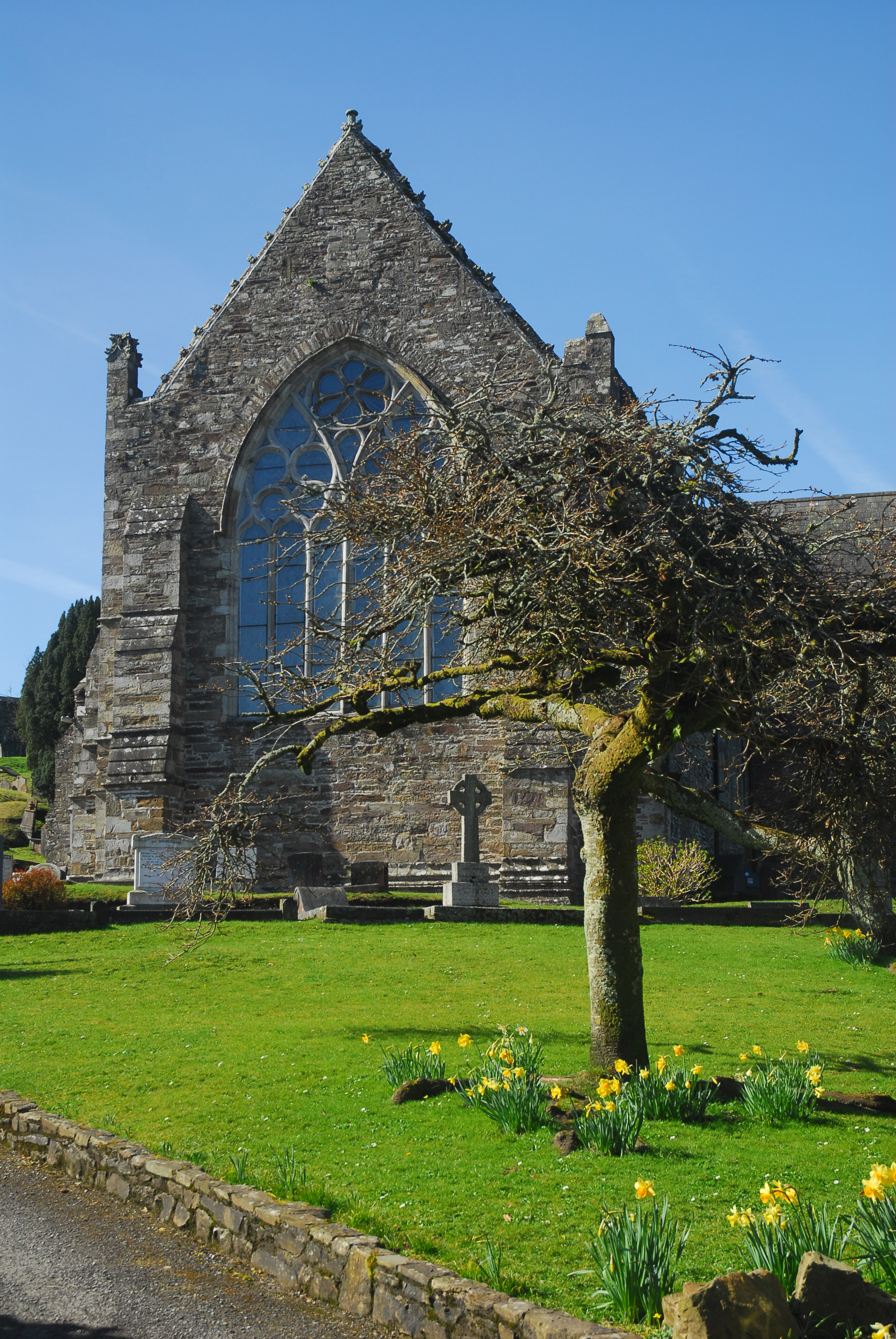
Col·legiata de St Marys
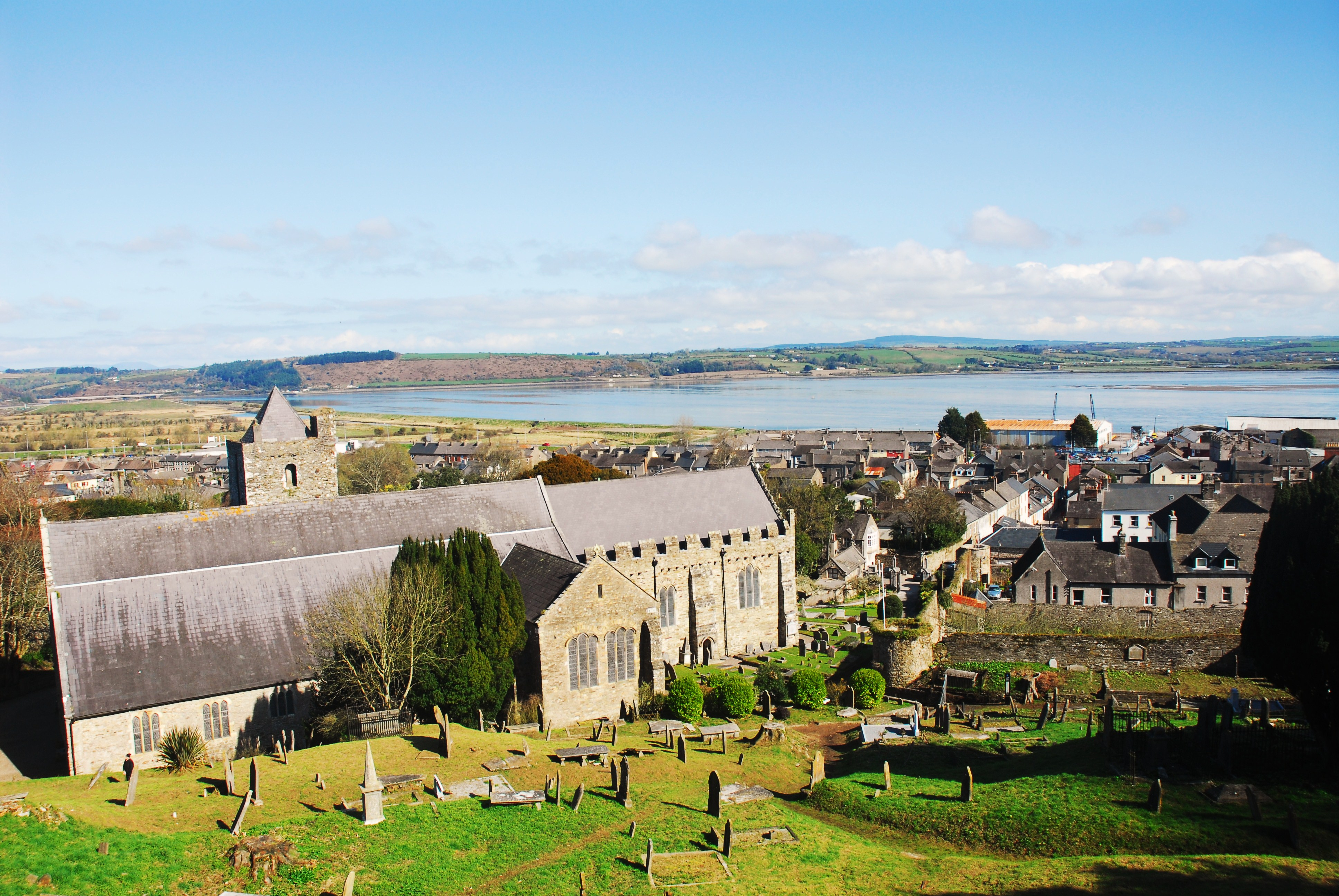
Col·legiata pel darrere
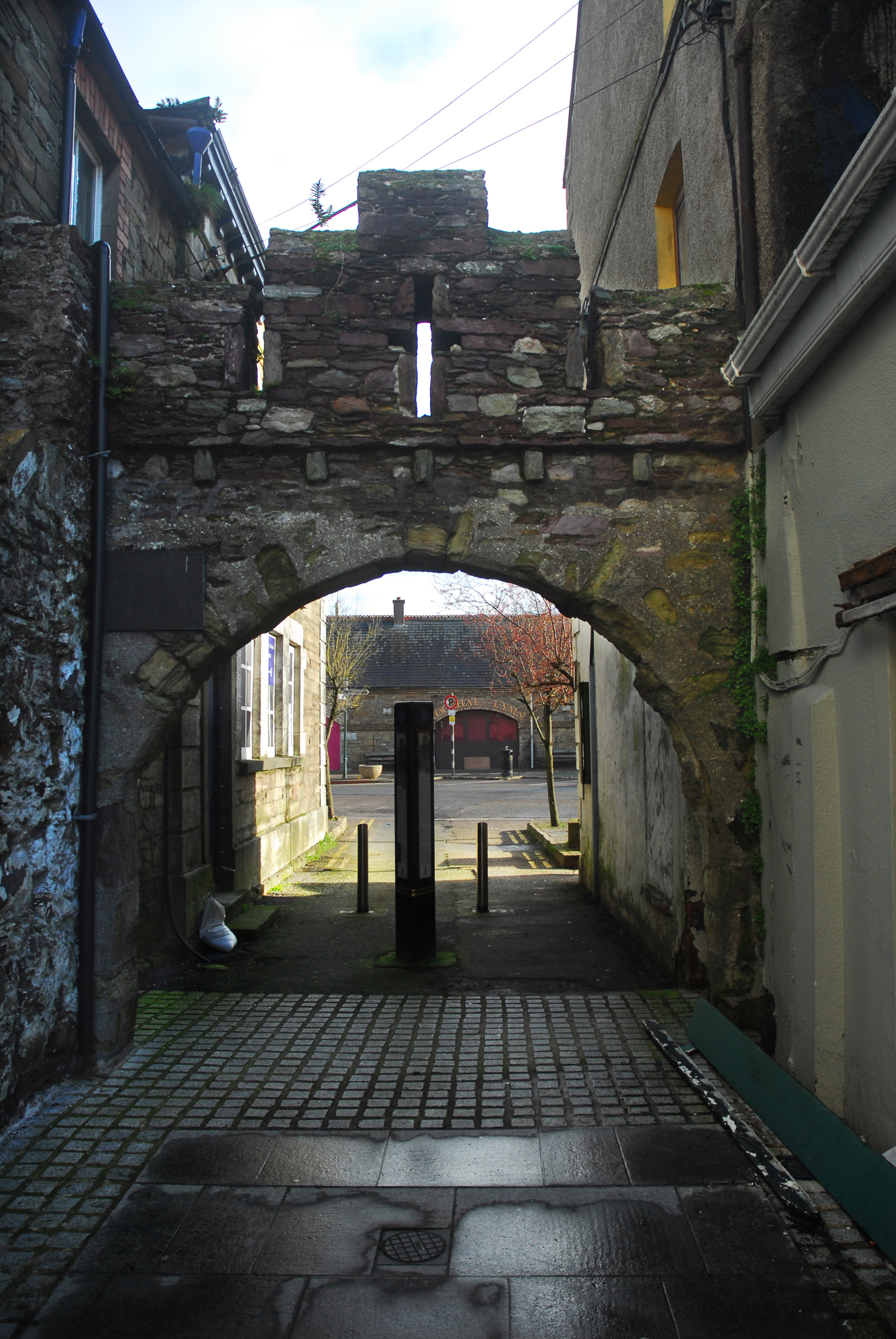
L'Arc de Cromwell
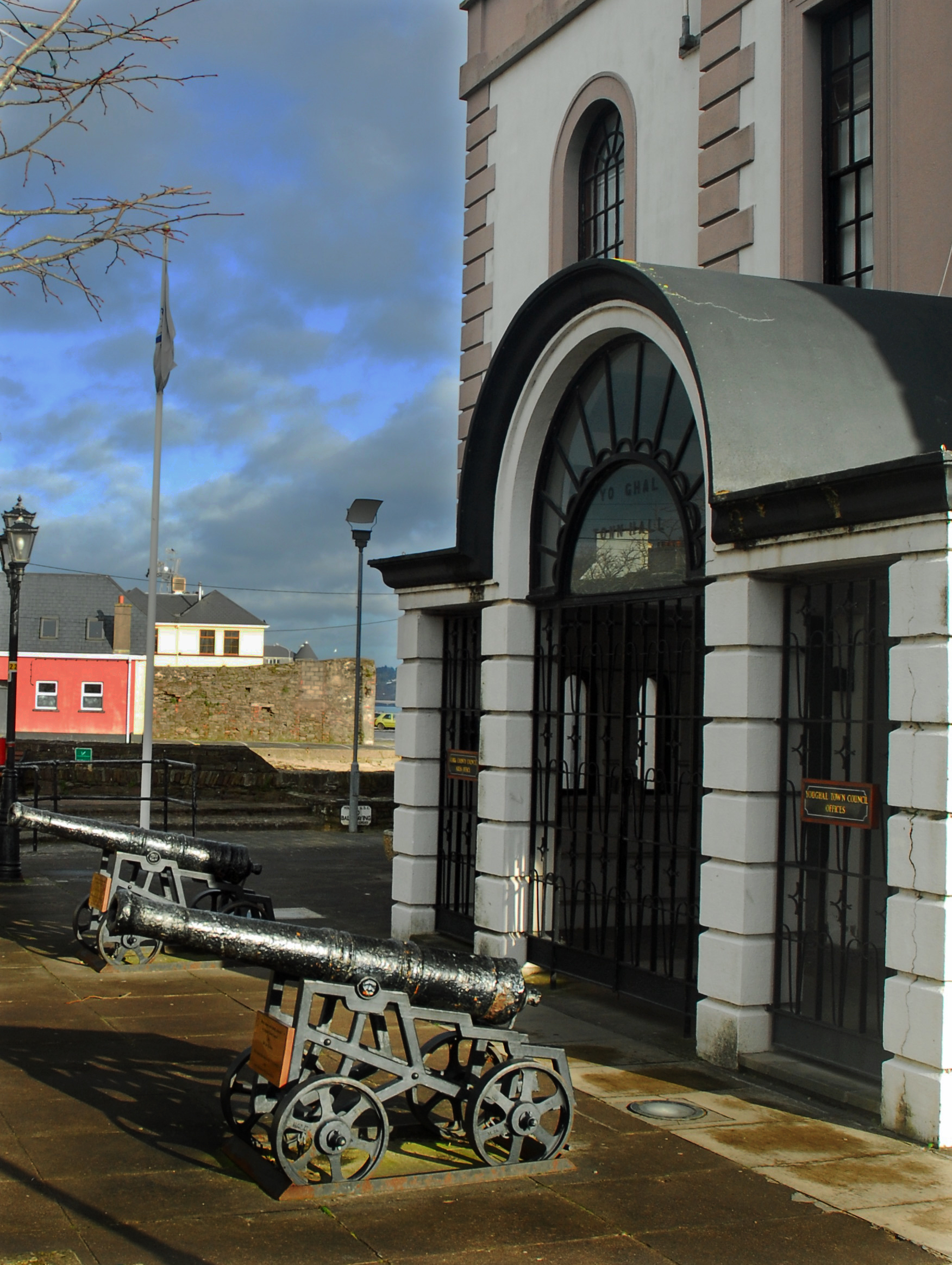
L'ajuntament